# Spielbank

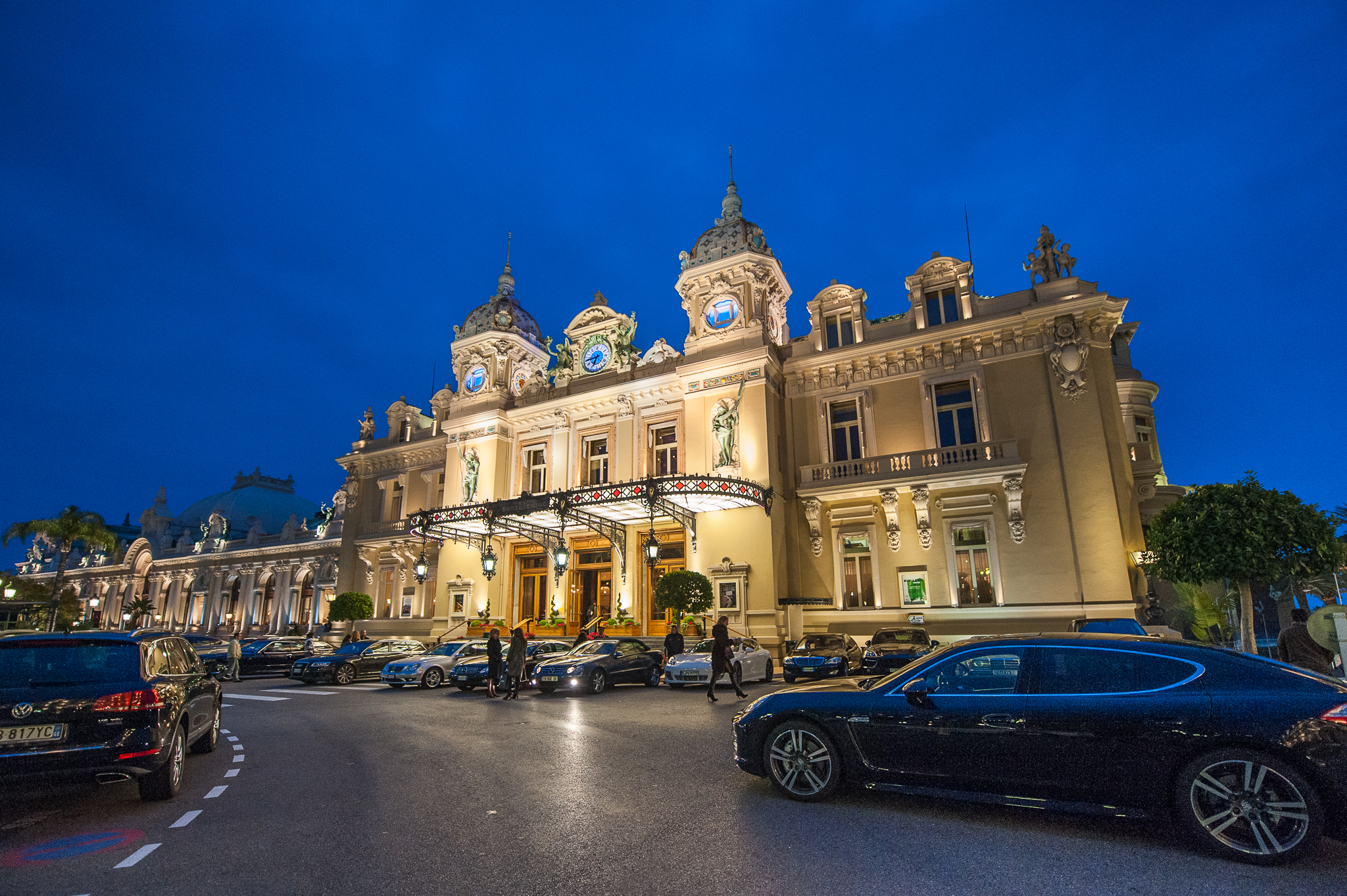
Die Spielbank Monte-Carlo, Monaco

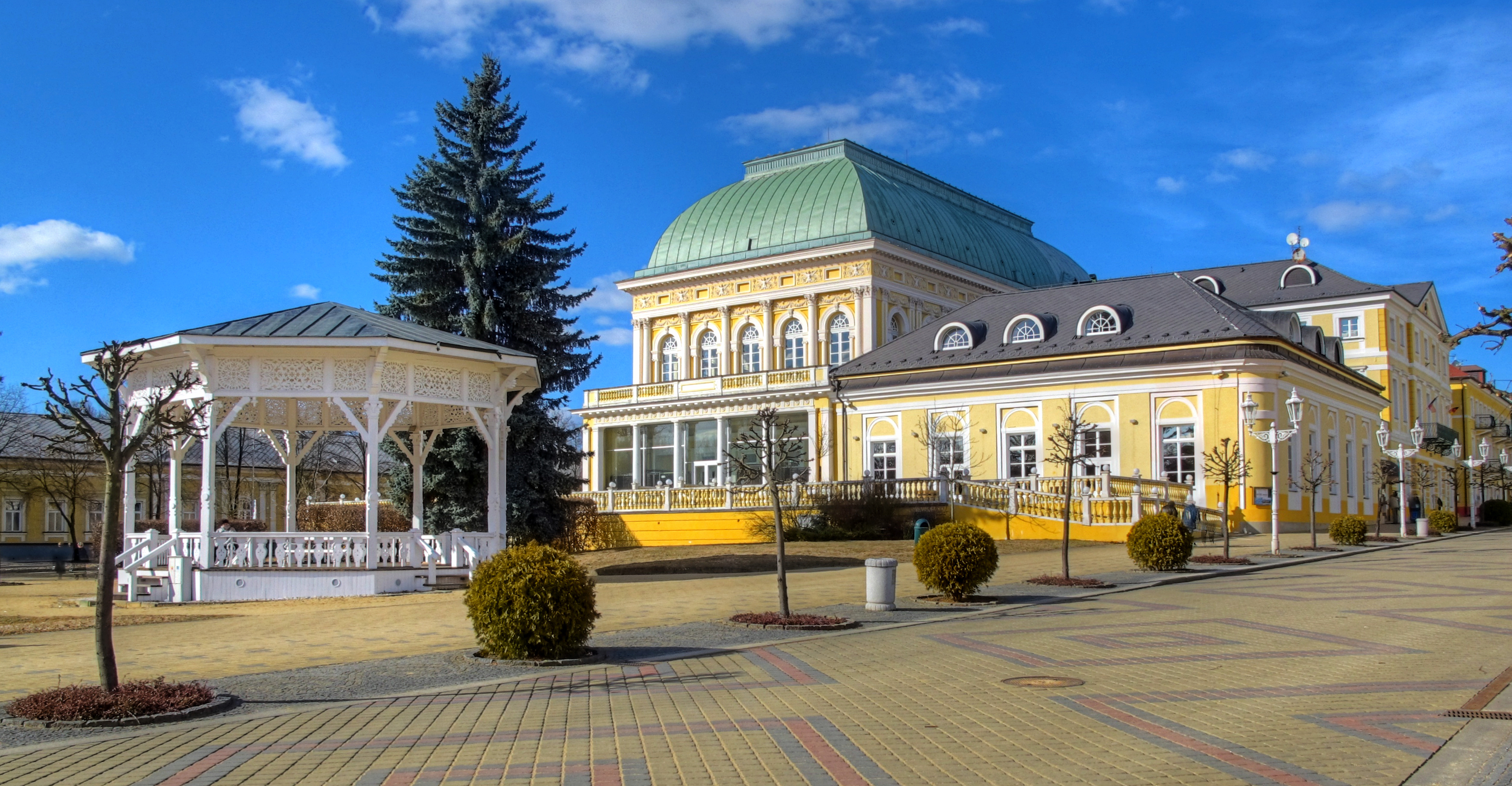
Casino in Franzensbad, Tschechien

Eine Spielbank oder ein Spielkasino (auch Casino, Spielcasino und Kasino) ist eine öffentlich zugängliche Einrichtung, in der staatlich konzessioniertes Glücksspiel betrieben wird.

## Historisches

Historische Darstellung des Spiels in Wiesbaden: Ein Spielsaal im Curhause zu Wiesbaden, 1871, Holzstich von Knut Ekvall, Privatsammlung Wiesbaden

Das Wort „Casino“ kommt aus dem Venezianischen und bezeichnete ursprünglich die privaten Räumlichkeiten, die die venezianischen Nobili in der Nähe des Dogenpalastes unterhielten, um dort ihre Amtstracht anzulegen, mit der sie zur Versammlung des Großen Rates bzw. als Amtsperson zu dessen Kommissionen und Regierungsgremien zu erscheinen hatten. Bald wurden diese Räumlichkeiten auch als Stätten der Geselligkeit genutzt und zum Synonym für Spielbank bzw. Spielcasino. Auch kleine Baulichkeiten auf den venezianischen Landsitzen in der Terraferma wurden so bezeichnet.
Das Wort „Casino“ bedeutet eigentlich nur „kleines Haus“, mithin das Gleiche wie „Ridotto“ = Palazzo reduto. Casinos wurden für verschiedene Zwecke genutzt, nicht nur als Vergnügungsstätten. Giacomo Casanova wohnte zeitweise in von ihm gemieteten bzw. ihm von seinen Gönnern überlassenen Casinos, wie man aus seinen Memoiren („Histoire de ma vie“) weiß.
1638 wurde im Palazzo Dandolo das erste öffentliche Spielcasino Venedigs – das sogenannte Ridotto (San Marco 1362) – eröffnet; Mitte des 17. Jahrhunderts waren es schon über 100. Die Glücksspielhäuser wurden in Venedig von Privatleuten – zumeist venezianische Nobilhomini – betrieben, bedurften aber einer Art offizieller Lizenz. Es gab bis 1797 aber auch Spielstätten bzw. -buden, die quasi illegal unterhalten wurden. Als in einer Attacke puristischer Kräfte das Ridotto am 27. November 1774 geschlossen wurde, sei das Ausbleiben der Fremden sofort zu spüren gewesen, rechnet eine anonyme Denkschrift vor: 30.000 Masken seien weniger verkauft worden, was mit einem Verlust von 600.000 Lire veranschlagt wird. Es komme auch zu Umsatzrückgängen im Textilgewerbe, bei den Gondolieri, den Gastwirten. „Es genügt wohl“, so schließt die Schrift, „wenn ich sage, dass über dreißig Manufakturen ohne Beschäftigung sind.“ Aber so gravierend können die Auswirkungen nicht gewesen sein, denn nach der Schließung des Ridotto entstanden namentlich in Cafés mehr Spielhöllen als zuvor. Zum Ende der Republik 1797 waren es 136. Jetzt gibt es in Venedig (seit 1945) nur noch das Casinò im Palazzo Vendramin-Calergi am Canal Grande.
Eine Institutionalisierung des Glücksspiels gab es seit dem 18. Jahrhundert in ganz Europa in den Residenzstädten, in Bädern und Kurorten, auf Jahrmärkten, Messen und adligen Bällen. Laut historischen Quellen fand bereits seit 1170 in Venedig das erste Glücksspiel unter freiem Himmel statt, besonders in Zeiten des venezianischen Karnevals. Die ersten konzessionierten Spielhäuser waren im 14./15. Jahrhundert in Holland und Flandern anzutreffen. Das erste deutsche Spielhaus fand sich 1396 in Frankfurt am Main. 1638 wurde die venezianische „Ridotto“ erster ausschließlicher Glücksspielort. 1720 wurde die erste Spielbank in deutschen Landen in Bad Ems gegründet. 1763 wurde in Spa das „Redoute“ eröffnet, das sich binnen Kurzem zu einer der größten Glücksspielmetropolen entwickelte. Mit der französischen Revolution wurden jedoch sämtliche Casinos geschlossen. Dadurch wurden die deutschen Länder zum Zentrum der Glücksspieler, insbesondere die Casinos in Aachen und Baden-Baden (1824). 1841 schafften die Franzosen François Blanc und Louis Blanc mit der Gründung der Spielbank von Bad Homburg vor der Höhe die Doppel Zero ab, wodurch das Bad Homburger Casino zur erfolgreichsten Spielbank dieser Zeit wurde. 1866 schrieb Dostojewski in Bad Homburg den Roman Der Spieler.
1863 übernahm François Blanc das Casino von Monte Carlo, das schließlich zur „Welthauptstadt des Luxus und des Glücksspiels“ wurde. Diese Verschmelzung von Glücksspiel, Kunst und Entertainment wurde rund 100 Jahre später zum Vorbild von Las Vegas. Nachdem die Casinos in Nevada zuerst fest in der Hand der Mafia waren, wich die Bandenwirtschaft in den 1960er Jahren zunehmend dem Shareholdermanagement.
In Deutschland bestand von 1873 bis 1933 ein Spielbankverbot.

## Allgemeines
| Bundesland             | Mindestalter | Bemerkung |
| ---------------------- | ------------ | --------- |
| Baden-Württemberg      | 21 Jahre     | [ 6 ]     |
| Bayern                 | 21 Jahre     | [ 7 ]     |
| Berlin                 | 18 Jahre     | [ 8 ]     |
| Brandenburg            | 18 Jahre     | [ 9 ]     |
| Bremen                 | 18 Jahre     | [ 10 ]    |
| Hamburg                | 18 Jahre     | [ 11 ]    |
| Hessen                 | 18 Jahre     | [ 12 ]    |
| Mecklenburg-Vorpommern | 18 Jahre     | [ 13 ]    |
| Niedersachsen          | 21 Jahre     | [ 14 ]    |
| Nordrhein-Westfalen    | 18 Jahre     | [ 15 ]    |
| Rheinland-Pfalz        | 18 Jahre     | [ 16 ]    |
| Saarland               | 18 Jahre     | [ 17 ]    |
| Sachsen                | 18 Jahre     | [ 18 ]    |
| Sachsen-Anhalt         | 18 Jahre     | [ 19 ]    |
| Schleswig-Holstein     | 18 Jahre     | [ 20 ]    |
| Thüringen              | 18 Jahre     | [ 21 ]    |

### Konzessionierung
Glücksspielgeräte innerhalb konzessionierter Spielbanken unterliegen in Deutschland jedoch nicht der für Spielhallen gültigen Spielverordnung, somit auch nicht derer Begrenzungen, sondern der jeweiligen Ländergesetzgebung. Konzessionierte Spielbanken unterliegen stattdessen einer permanenten Kontrolle durch Finanzbehörden (körperliche Anwesenheit von Finanzbeamten / technische Überwachung / tägliche Abrechnung) und verfügen über Zutrittskontrollen (Besucherkartei, Türbewachung) sowie über ein bundesweites Sperrsystem für spielsuchtgefährdete Menschen (OSD).

### Spielangebot
Den größten Anteil am Bruttoertrag erhalten die deutschen Spielbanken durch das Automatenspiel, 2018 waren es 77,6 % von insgesamt 685 Mill. €.
In den meisten Spielbanken weiterhin angeboten werden die klassischen Glücksspiele wie Roulette und Black Jack, bei Resonanz der Gästeschaft gegebenenfalls erweitert um das Kartenspiel Baccara sowie verschiedene Arten von Poker. Der Ablauf dieser Spiele wird von Croupiers oder Dealern geleitet. Dabei setzen die Spieler nach festgelegten Spielregeln entweder mit Geld oder mit vor Spielbeginn gegen Geld eingetauschten Spielmarken, den sogenannten Jetons oder Chips.

### Zutritt und Etikette
Grundsätzlich haben nur volljährige Personen mit einem gültigen Ausweis Zutritt zu einem Spielcasino (das Alter kann in einigen Ländern variieren, z. B. in den Vereinigten Staaten erst ab 18 oder 21, teilweise gar erst ab 25 Jahren, in Liechtenstein und der Schweiz ab 18 Jahren und in Deutschland je nach Bundesland ab 18 oder 21). Historisch bestand meist ein Residenzverbot, d. h. ein Verbot für die Einwohner des Ortes, in dem die Spielbank liegt, zur Teilnahme am Spielbetrieb.
Die meisten Spielbanken legen Wert auf Etikette, auf deren Einhaltung insbesondere traditionelle Häuser achten. Auch die Gästeschaft der neuen Casinos in der Schweiz unterliegt beim Betreten der Etablissements in vielen Häusern einer Kleiderordnung. Während in der Schweiz von starren Vorschriften abgesehen und die Gesamterscheinung der am Spiel teilnehmenden Personen in Augenschein genommen wird, sind viele der österreichischen und deutschen Spielbanken noch vorschriftsbezogen auf die einzelnen Kleidungsstücke, wie die Verpflichtung der Herren des Tragens von Sakkos, Krawatten oder Fliegen auf Hemdkragen und die Untersagung von Sport- und Arbeitsschuhen sowie Kopfbedeckungen.

### Aussperrung
Die Leitung einer Spielbank kann Spieler vom Spiel zeitweilig durch Aussprechen des Hausverbots auf kommunaler Ebene am Spiel hindern oder langfristig und flächendeckend durch die sogenannte Sperrung. Ein Hausverbot wird meist aus Gründen, die in der Person des Spielers selbst zu finden sind (beispielsweise bei pathologischem Spielen oder im Fall des Bekanntwerdens der Gefährdung der wirtschaftlichen Verhältnisse) oder aus Gründen der Tragfähigkeit betroffener Spieler durch ihr Verhalten innerhalb der Gästeschaft ausgesprochen. Ein erteiltes Hausverbot bedarf keiner Rechtfertigung gegenüber den Betroffenen.
Die Sperrung hingegen umfasst den Ausschluss von der Teilnahme am Glücksspiel über die aussprechende Spielbank hinaus in allen an das Netz der an die Informationsübermittlung der Sperrung angeschlossenen Lizenznehmer für öffentliches Glücksspiel in Europa. Die Sperrung von Spielern muss durch Einzeleingabe der jeweiligen Personendaten unter Verzicht der Angabe von Gründen in einem komplizierten Vorgang von Spielbank zu Spielbank mitgeteilt werden, da die Führung einer Datenbank mit Zugriffsrechten für alle angeschlossenen Lizenznehmer des öffentlichen Glücksspiels den europäischen Datenschutzbestimmungen widersprechen würde. Der Grund für eine Sperrung hingegen muss dem Betroffenen gegenüber rechtlich begründet und somit auf Grund seiner Tragweite stichhaltig sein; typischerweise zählen Bandenspiel und Betrug (insbesondere Spielbetrug) oder der Versuch hierzu, zu den häufigsten Gründen, sowie andere strafrechtlich relevante Umstände, als auch eklatante, vorsätzliche Verstöße gegen die Regeln der Spieleanbieter. Darüber hinaus können Spieler bei berechtigtem Interesse der Öffentlichkeit behördlicherseits gesperrt werden oder aus Selbstschutzgründen sich selbst kommunal, national oder international sperren lassen. In Nevada werden Spieler, wenn sie aus allen Casinos ausgeschlossen werden, im sogenannten Black Book eingetragen.

### Besteuerung und Verdacht der Geldwäsche
Glücksspielgewinne sind steuerfrei, weshalb sie im Zusammenhang mit Schwarzgeld und Geldwäsche stehen können. Nach Einschätzung des Bundeskriminalamts besteht der Verdacht, dass Spielbanken für Geldwäsche genutzt werden. Es gibt unzählige Möglichkeiten, Spielbanken für Geldwäsche zu nutzen; diese können beispielsweise in der Ausstellung von Schecks seitens der Spielbank oder in der Eröffnung von Spielkapitaldepots zur Nutzung für Spieler bestehen. Die Financial Intelligence Unit des Bundeskriminalamts (BKA/FIU) stellte im Jahresbericht 2003 auf Seite 12 zu diesem Thema fest: „Trotz der weit verbreiteten Vermutung der Nutzung von Spielbanken für Geldwäscheaktivitäten wurde der FIU im Jahr 2003 von Spielbanken nur eine einzige Verdachtsanzeige gemeldet.“ Im Vergleich hierzu haben in den Vereinigten Staaten Casinos und Card Clubs im Jahr 2003 insgesamt 5095 Geldwäscheverdachtsmeldungen weitergeleitet.
Die hohen Steuereinnahmen aus dem Glücksspiel dämpfen den politischen Willen, die Geldwäsche bei der in Spielbanken unerlässlichen Kapitalzirkulation mit gesetzlichen Mitteln wirkungsvoller zu unterbinden. Im Bericht zur 174. Sitzung der ständigen Innenministerkonferenz der Länder vom 8. Juli 2004 in Kiel äußerte das Bundesinnenministerium seine Sorge über die unzureichende Implementierung der Geldwäschevorschriften in Spielbanken. „Im Rahmen einer Umfrage im Jahr 2003 hat das Bundesministerium des Innern angesichts der auffallend geringen Zahl von Ersthinweisen u. a. aus dem Bereich der Spielbanken in den Jahren 1998 bis 2002 allerdings Zweifel an der ausreichenden Implementierung der Geldwäschevorschriften in diesen Bereichen geäußert.“
In den Annexes zum Jahresbericht 2003–2004 machte die Financial Action Task Force on Money Laundering (FATF) auf Lücken bei den Regeln zur Geldwäsche-Bekämpfung in Deutschland aufmerksam. Konkret kritisierte die FATF in Annex C, dass es in Deutschland an speziellen Strafbestimmungen für Fälle fehle, in denen unterlassen wurde, die Behörden über Geldwäsche verdächtige Geldtransaktionen zu informieren. Auf diese Kritik wurde bisher nicht reagiert.
Seit dem 15. Juni 2003 müssen alle Mitgliedstaaten der EU die „Zweite Geldwäscherichtlinie“ (Richtlinie 2001/97) in einzelstaatliches Recht umgesetzt haben, in dieser werden auch Casinos erfasst. Nach den Urteilen des Europäischen Gerichtshofes, zuletzt in der Rechtssache C-243/01 Piergiorgio Gambelli u. a. vom 6. November 2003, dürfen die EU-Mitgliedstaaten Glücksspiele nur aus Gründen des Allgemeininteresses – wie dem Schutz vor Geldwäsche oder Spielsucht – beschränken.

## Angebotene Glücksspiele
- Baccara, Punto Banco[27]
- Bingo
- Black Jack, oder auch 17 und 4
- Craps, auch Seven-Eleven genannt

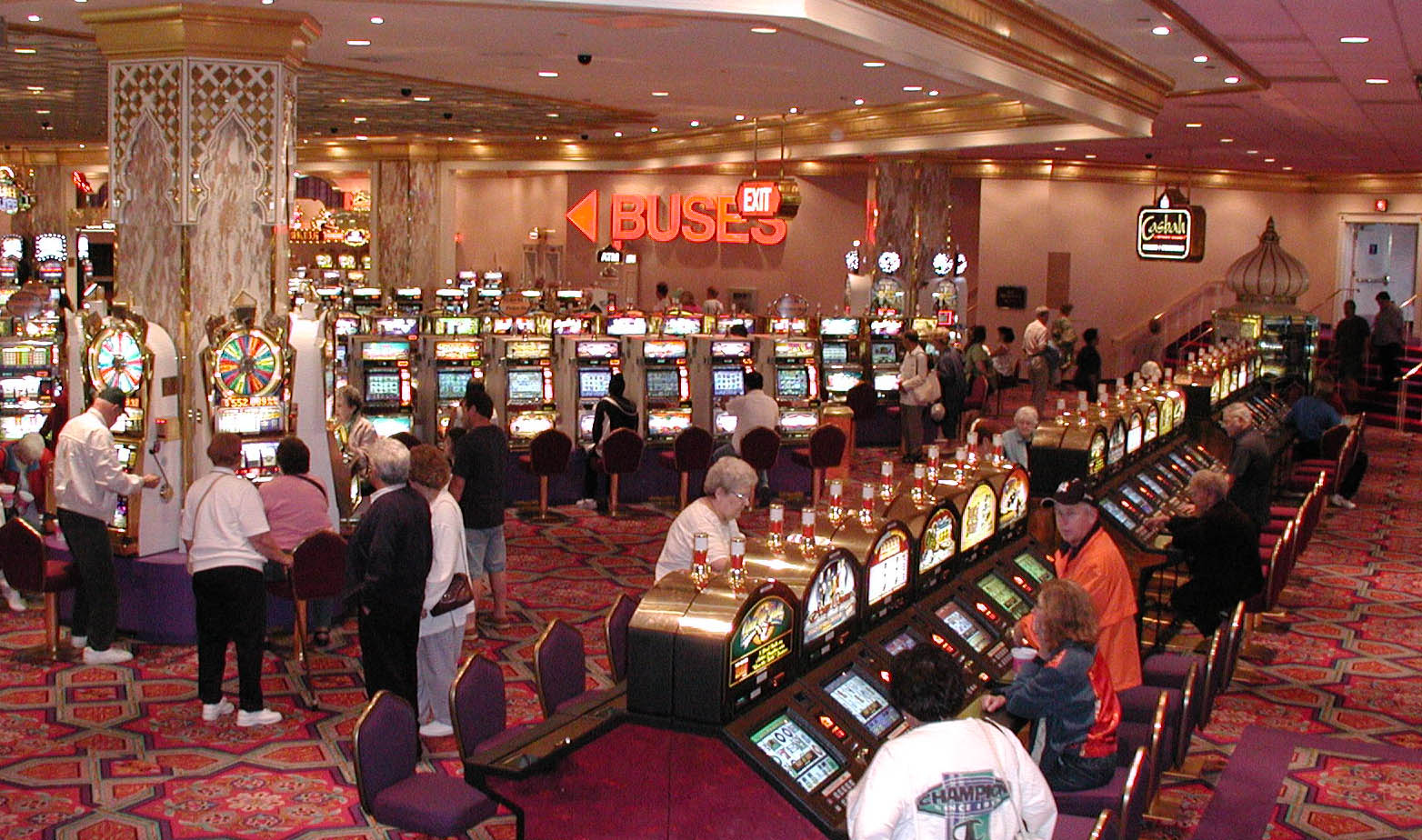
Einarmige Banditen im Trump Taj Mahal, New Jersey

- Spielautomat (eng. „Slot Machine“, auch „einarmiger Bandit“ genannt)[27]
- Poker, insbesondere Texas Hold’em
- Easy Poker
- Videopoker
- Quikker[27]
- Red Dog
- Roulette (36er und 24er), Boule,[27] American Roulette[27]
- Sic Bo
- Trente et quarante[27]

## Spielbanken in Europa

### Belgien
| Name                       | Ort                     | Region                    | Spiel | Betreiber                     | Anmerkungen       |
| -------------------------- | ----------------------- | ------------------------- | ----- | ----------------------------- | ----------------- |
| Circus Loncin              | Ans                     | Wallonische Region        | – A   | Circus Groupe                 |                   |
| Circus Arlon               | Arlon                   | Wallonische Region        | – A   | Circus Groupe                 |                   |
| Circus Barchon             | Barchon                 | Wallonische Region        | – A   | Circus Groupe                 |                   |
| Casino Blankenberge        | Blankenberge            | Flandern                  | KA    | N.V. Blancas                  |                   |
| Circus Boncelles           | Boncelles               | Wallonische Region        | – A   | Circus Groupe                 |                   |
| Circus Braine              | Braine-l’Alleud         | Wallonische Region        | – A   | Circus Groupe                 |                   |
| Circus Bruxelles           | Brüssel                 | Region Brüssel-Hauptstadt | – A   | Circus Groupe                 |                   |
| VIAGE Entertainment Center | Brüssel                 | Region Brüssel-Hauptstadt | KA    | Casinos Austria International |                   |
| Circus Chapelle            | Chapelle-lez-Herlaimont | Wallonische Region        | – A   | Circus Groupe                 |                   |
| Circus Charleroi           | Charleroi               | Wallonische Region        | – A   | Circus Groupe                 |                   |
| Casino de Chaudfontaine    | Chaudfontaine (Lüttich) | Wallonische Region        | KA    | Groupe Partouche              | TouchBetRoulette? |
| Grand Casino de Dinant     | Dinant                  | Wallonische Region        | KA    | Groupe Partouche              | TouchBetRoulette? |
| Circus Loverval            | Gerpinnes               | Wallonische Region        | – A   | Circus Groupe                 |                   |
| Circus Gosselies           | Gosselies               | Wallonische Region        | – A   | Circus Groupe                 |                   |
| Circus Herstal             | Herstal                 | Wallonische Region        | – A   | Circus Groupe                 |                   |
| Casino Knokke              | Knokke-Heist            | Flandern                  | KA    | Groupe Partouche              | TouchBetRoulette? |
| Circus London              | Lüttich                 | Wallonische Region        | – A   | Circus Groupe                 |                   |
| Circus Guillemins          | Lüttich                 | Wallonische Region        | – A   | Circus Groupe                 |                   |
| Circus Longdoz             | Lüttich                 | Wallonische Region        | – A   | Circus Groupe                 |                   |
| Casino Middelkerke         | Middelkerke             | Flandern                  | KA    | N.V. Micas                    |                   |
| Casino de Namur            | Namur                   | Wallonische Region        | KA    | Circus Groupe                 |                   |
| Casino Oostende            | Oostende                | Flandern                  | KA    | Groupe Partouche              | TouchBetRoulette? |
| Casino de Spa              | Spa                     | Wallonische Region        | KA    | Circus Groupe                 |                   |
| Circus Waremme             | Waremme                 | Wallonische Region        | – A   | Circus Groupe                 |                   |

Spiele:

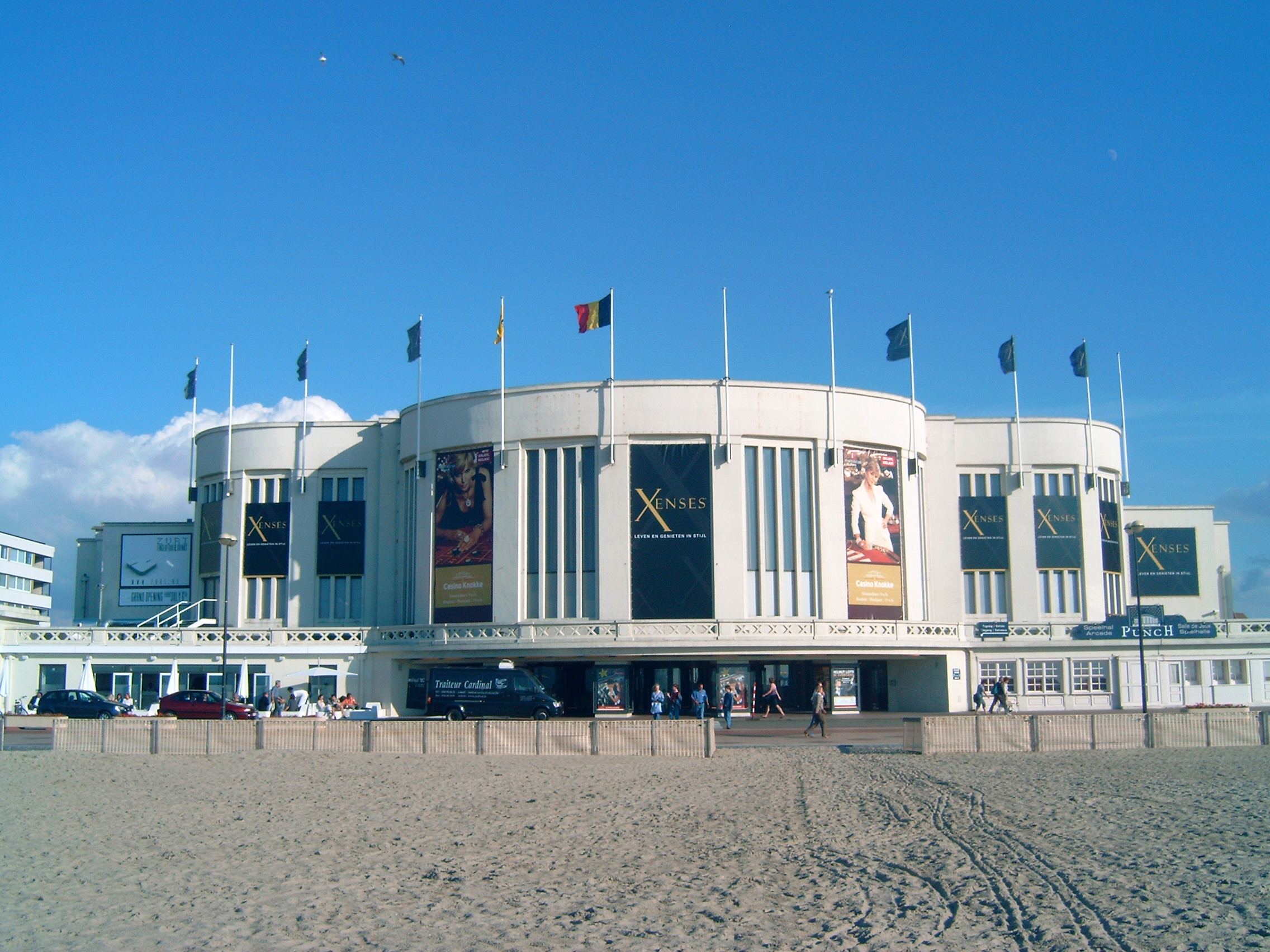
Casino Knokke

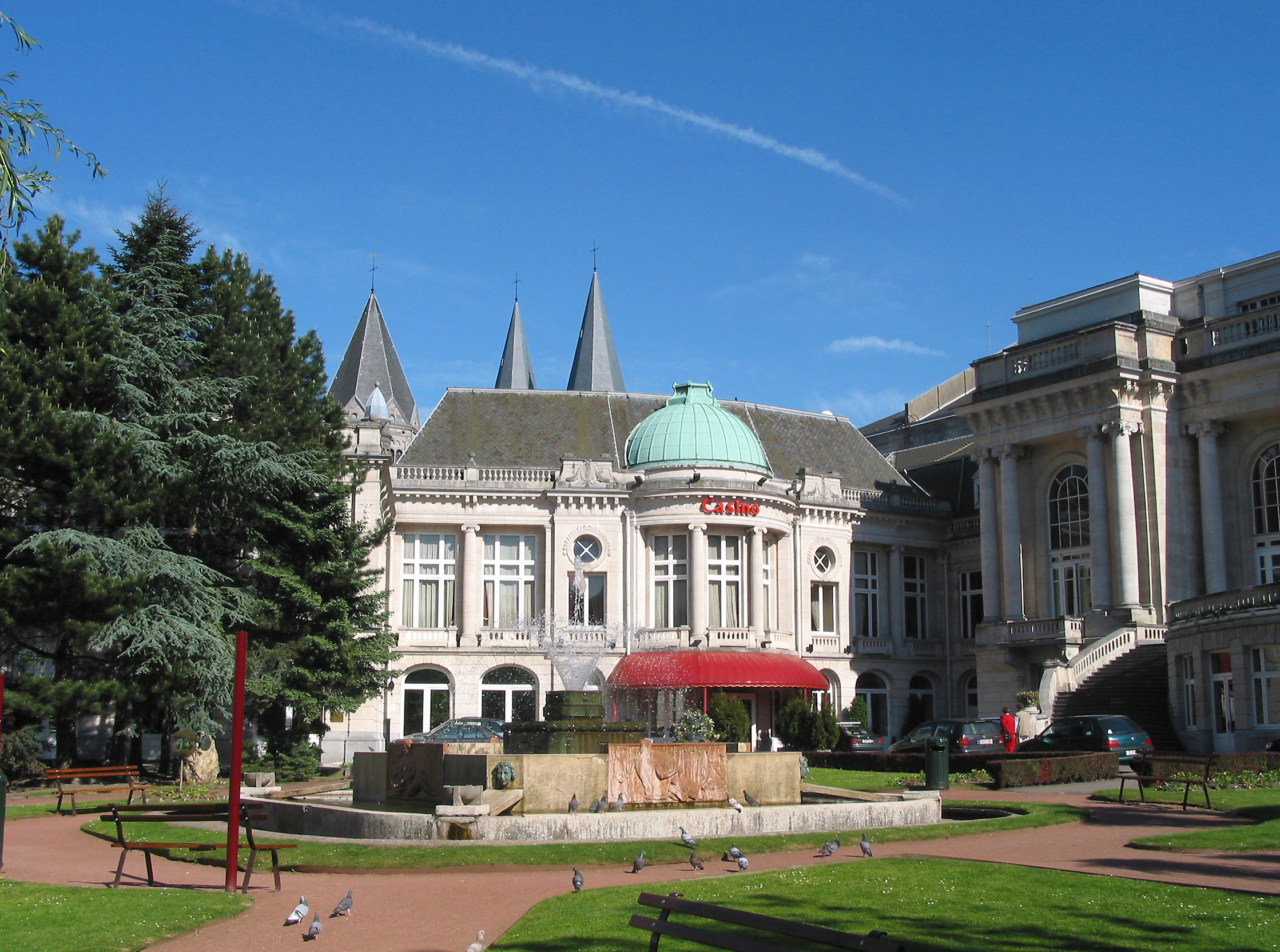
Casino de Spa

K = Klassisches Spiel (Roulettetische)
A = Automatenspiel (TouchbetRoulette)
Sortieren nach mehreren Spalten: SHIFT-Taste gedrückt halten

### Dänemark
| Name                    | Ort        | Region      | Spiel | Betreiber                     | Anmerkungen                         |
| ----------------------- | ---------- | ----------- | ----- | ----------------------------- | ----------------------------------- |
| Casino Aalborg          | Aalborg    | Nordjylland | KA    | ?                             | 8 Touchbet-Stationen Live Roulette  |
| Royal Casino            | Aarhus     | Midtjylland | KA    | ?                             |                                     |
| Casino Marienlyst A/S   | Helsingør  | Hovedstaden | KA    | Casinos Austria International |                                     |
| Casino Copenhagen       | Kopenhagen | Hovedstaden | KA    | Casinos Austria International | 20 Touchbet-Stationen Live Roulette |
| Casino Odense           | Odense     | Syddanmark  | KA    | Casinos Austria International |                                     |
| Casino Munkebjerg Vejle | Vejle      | Syddanmark  | KA    | Casinos Austria International |                                     |

Spiele:
K = Klassisches Spiel (Roulettetische)
A = Automatenspiel (TouchbetRoulette)

### Deutschland
Bis zum Anfang der 1970er-Jahre befanden sich die zwölf deutschen Spielbanken ausnahmslos in klassischen Kurorten und Seebädern. Es dominierte das Große Spiel wie Roulette, Spielautomaten hatten keine große Bedeutung. Eine drastische Veränderung begann Mitte der 1970er-Jahre im Zuge zahlreicher Neueröffnungen von Spielbanken, insbesondere in deutschen Großstädten oder in deren Peripherie (wie im Fall der 1975 im niedersächsischen Umland Hamburgs gegründeten Spielbank Hittfeld). Bereits 2005 gab es unter den inzwischen 80 Spielbanken 31 sogenannte Automatendependancen, in denen ausschließlich Spielautomaten angeboten wurden. 2018 wurden an den 70 noch vorhandenen Standorten insgesamt 7.500 Spielautomaten als sogenanntes Kleines Spiel betrieben, die 77,5 % der Bruttoeinnahmen der Spielbanken generierten. Im gleichen Jahr trat die Technische Richtlinie 5.0 in Kraft, die das Automatenspiel in Spielhallen deutlich restriktiver regulierte und dafür sorgte, dass vermehrt Spieler die weniger limitierten Automatenspiele in den deutschen Spielbanken nutzen. Laut Jens Hashagen, Gesamtbetriebsratsvorsitzender bei WestSpiel, führte das dazu, dass die Spielbanken wieder Gewinne erwirtschaften konnten.
In den 16 Bundesländern gibt es jeweils unterschiedliche Modelle für die Regulierung von Spielbanken. Zu den Modellen gehören das Staatsmonopol, das Privatmonopol, das private Konzessionsmodell mit mehreren Konzessionären und in Bayern die Staatliche Lotterieverwaltung. Im Dezember 2019 hat die EU-Kommission gegen Deutschland ein förmliches Beihilfeprüfverfahren wegen mutmaßlicher finanzieller Beihilfen für WestSpiel eröffnet, nachdem eine Untersuchung festgestellt hatte, dass Spielbanken in einem unmittelbaren Konkurrenzverhältnis zu Spielhallen stehen.
| Name                                 | Ort                    | Bundesland             | Spiel | Betreiber                                                 | Anmerkungen                                                                         |
| ------------------------------------ | ---------------------- | ---------------------- | ----- | --------------------------------------------------------- | ----------------------------------------------------------------------------------- |
| Spielbank Aachen                     | Aachen                 | Nordrhein-Westfalen    | KA    | Merkur Spielbanken NRW GmbH                               |                                                                                     |
| Spielbank Bad Bentheim               | Bad Bentheim           | Niedersachsen          | A     | Merkur Spielbanken Niedersachsen GmbH & Co. KG NI         | Klassisches Spiel eingestellt ab Oktober 2020                                       |
| Spielbank Bad Dürkheim               | Bad Dürkheim           | Rheinland-Pfalz        | KA    | Spielbank Bad Neuenahr GmbH & Co. KG                      |                                                                                     |
| Spielbank Bad Ems                    | Bad Ems                | Rheinland-Pfalz        | KA    | Spielbank Mainz, Trier, Bad Ems GmbH & Co. KG             | Seit 1720, älteste Spielbank in Deutschland                                         |
| Spielbank Bad Füssing                | Bad Füssing            | Bayern                 | KA    | Staatliche Lotterieverwaltung in Bayern                   |                                                                                     |
| Spielbank Bad Homburg                | Bad Homburg v.d. Höhe  | Hessen                 | KA    | Spielbank Bad Homburg Wicker & Co. KG                     | Roulette: Bad Homburger Viertel                                                     |
| Spielbank Bad Kissingen              | Bad Kissingen          | Bayern                 | KA    | Staatliche Lotterieverwaltung in Bayern                   |                                                                                     |
| Spielbank Bad Kötzting               | Bad Kötzting           | Bayern                 | KA    | Staatliche Lotterieverwaltung in Bayern                   |                                                                                     |
| Spielbank Bad Neuenahr               | Bad Neuenahr           | Rheinland-Pfalz        | KA    | Spielbank Bad Neuenahr GmbH & Co. KG                      |                                                                                     |
| Spielbank Bad Oeynhausen             | Bad Oeynhausen         | Nordrhein-Westfalen    | KA    | Merkur Spielbanken NRW GmbH                               |                                                                                     |
| Spielbank Bad Pyrmont                | Bad Pyrmont            | Niedersachsen          | A     | Merkur Spielbanken Niedersachsen GmbH & Co. KG NI         |                                                                                     |
| Spielbank Bad Reichenhall            | Bad Reichenhall        | Bayern                 | KA    | Staatliche Lotterieverwaltung in Bayern                   |                                                                                     |
| Spielbank Bad Steben                 | Bad Steben             | Bayern                 | KA    | Staatliche Lotterieverwaltung in Bayern                   |                                                                                     |
| Spielbank Bad Wiessee                | Bad Wiessee            | Bayern                 | KA    | Staatliche Lotterieverwaltung in Bayern                   |                                                                                     |
| Spielbank Bad Wildungen              | Bad Wildungen          | Hessen                 | A     | Kurhessische Spielbank Kassel/Bad Wildungen GmbH & Co. KG |                                                                                     |
| Spielbank Bad Zwischenahn            | Bad Zwischenahn        | Niedersachsen          | KA    | Merkur Spielbanken Niedersachsen GmbH & Co. KG NI         |                                                                                     |
| Casino Baden-Baden                   | Baden-Baden            | Baden-Württemberg      | KA    | Baden-Württembergische Spielbanken GmbH & Co. KG          |                                                                                     |
| Spielbank Potsdamer Platz            | Berlin                 | Berlin                 | KA    | Spielbank Berlin GmbH und Co. KG                          |                                                                                     |
| Spielbank Ellipse am Rathaus Spandau | Berlin                 | Berlin                 | A     | Spielbank Berlin GmbH und Co. KG                          |                                                                                     |
| Spielbank Kurfürstendamm             | Berlin                 | Berlin                 | KA    | Spielbank Berlin GmbH und Co. KG                          |                                                                                     |
| Spielbank am Fernsehturm             | Berlin                 | Berlin                 | KA    | Spielbank Berlin GmbH und Co. KG                          |                                                                                     |
| Spielbank Braunschweig               | Braunschweig           | Niedersachsen          | KA    | Merkur Spielbanken Niedersachsen GmbH & Co. KG NI         | Standortverlegung von Bad Harzburg nach Braunschweig, eröffnet am 17. Dezember 2021 |
| Casino Bremen                        | Bremen                 | Bremen                 | KA    | Bremer Toto und Lotto GmbH                                |                                                                                     |
| Casino Bremerhaven                   | Bremerhaven            | Bremen                 | A     | Bremer Toto und Lotto GmbH                                |                                                                                     |
| Spielbank Chemnitz                   | Chemnitz               | Sachsen                | A     | Sächsische Spielbanken-GmbH & Co.KG                       | ehemals „Casino Atlantis“                                                           |
| Spielbank Cottbus                    | Cottbus                | Brandenburg            | KA    | Brandenburgische Spielbanken GmbH & Co. KG                |                                                                                     |
| Spielbank Hohensyburg                | Dortmund               | Nordrhein-Westfalen    | KA    | Merkur Spielbanken NRW GmbH                               |                                                                                     |
| Spielbank Dresden                    | Dresden                | Sachsen                | A     | Sächsische Spielbanken-GmbH & Co. KG                      | ehemals „Casino Prager Straße“                                                      |
| Spielbank Duisburg                   | Duisburg               | Nordrhein-Westfalen    | KA    | Merkur Spielbanken NRW GmbH                               |                                                                                     |
| Spielbank Feuchtwangen               | Feuchtwangen           | Bayern                 | KA    | Staatliche Lotterieverwaltung in Bayern                   |                                                                                     |
| Spielbank Flensburg                  | Flensburg              | Schleswig-Holstein     | A     | Spielbank Schleswig-Holstein GmbH                         |                                                                                     |
| Spielbank Garmisch-Partenkirchen     | Garmisch-Partenkirchen | Bayern                 | KA    | Staatliche Lotterieverwaltung in Bayern                   |                                                                                     |
| Spielbank Göttingen                  | Göttingen              | Niedersachsen          | A     | Merkur Spielbanken Niedersachsen GmbH & Co. KG NI         |                                                                                     |
| Merkur Spielbank Halle               | Halle                  | Sachsen-Anhalt         | A     | Merkur Spielbanken Sachsen-Anhalt GmbH & Co. KG           |                                                                                     |
| Casino Esplanade                     | Hamburg                | Hamburg                | KA    | Spielbank Hamburg Jahr + Achterfeld KG                    |                                                                                     |
| Casino Reeperbahn                    | Hamburg                | Hamburg                | KA    | Spielbank Hamburg Jahr + Achterfeld KG                    |                                                                                     |
| Casino Steindamm                     | Hamburg                | Hamburg                | A     | Spielbank Hamburg Jahr + Achterfeld KG                    |                                                                                     |
| Casino Mundsburg                     | Hamburg                | Hamburg                | A     | Spielbank Hamburg Jahr + Achterfeld KG                    |                                                                                     |
| Spielbank Hannover                   | Hannover               | Niedersachsen          | KA    | Merkur Spielbanken Niedersachsen GmbH & Co. KG NI         |                                                                                     |
| Casino Homburg                       | Homburg                | Saarland               | A     | Saarland-Spielbank GmbH                                   |                                                                                     |
| Spielbank Kurfürsten Galerie         | Kassel                 | Hessen                 | KA    | Kurhessische Spielbank Kassel/Bad Wildungen GmbH & Co. KG |                                                                                     |
| Spielbank Kiel                       | Kiel                   | Schleswig-Holstein     | KA    | Spielbank Schleswig-Holstein GmbH                         |                                                                                     |
| Casino Konstanz                      | Konstanz               | Baden-Württemberg      | KA    | Baden-Württembergische Spielbanken GmbH & Co. KG          |                                                                                     |
| Spielbank Leipzig                    | Leipzig                | Sachsen                | A     | Sächsische Spielbanken-GmbH & Co. KG                      | ehemals „Casino Petersbogen“                                                        |
| Merkur Spielbank Leuna-Günthersdorf  | Leuna                  | Sachsen-Anhalt         | KA    | Merkur Spielbanken Sachsen-Anhalt GmbH & Co. KG           |                                                                                     |
| Spielbank Lindau                     | Lindau (Bodensee)      | Bayern                 | KA    | Staatliche Lotterieverwaltung in Bayern                   |                                                                                     |
| Casino Lübeck                        | Lübeck                 | Schleswig-Holstein     | KA    | Spielbank Schleswig-Holstein GmbH                         |                                                                                     |
| Merkur Spielbank Magdeburg           | Magdeburg              | Sachsen-Anhalt         | A     | Merkur Spielbanken Sachsen-Anhalt GmbH & Co. KG           | Klassisches Spiel (Black Jack, Poker) ab Sep. 2016                                  |
| Spielbank Mainz                      | Mainz                  | Rheinland-Pfalz        | KA    | Spielbank Mainz, Trier, Bad Ems GmbH & Co. KG             |                                                                                     |
| Casino Schloss Berg                  | Nennig                 | Saarland               | KA    | Saarland-Spielbank GmbH                                   |                                                                                     |
| Spielbank Neunkirchen                | Neunkirchen            | Saarland               | KA    | Saarland-Spielbank GmbH                                   |                                                                                     |
| Spielbank Norderney                  | Norderney              | Niedersachsen          | A     | Merkur Spielbanken Niedersachsen GmbH & Co. KG NI         |                                                                                     |
| Ring Casino Nürburgring              | Nürburg                | Rheinland-Pfalz        | KA    | Spielbank Bad Neuenahr GmbH & Co. KG                      |                                                                                     |
| Spielbank Osnabrück                  | Osnabrück              | Niedersachsen          | KA    | Merkur Spielbanken Niedersachsen GmbH & Co. KG NI         |                                                                                     |
| Spielbank Potsdam                    | Potsdam                | Brandenburg            | KA    | Brandenburgische Spielbanken GmbH & Co. KG                |                                                                                     |
| Spielbank Saarbrücken                | Saarbrücken            | Saarland               | KA    | Saarland-Spielbank GmbH                                   |                                                                                     |
| Casino Glückspilz                    | Saarbrücken            | Saarland               | A     | Saarland-Spielbank GmbH                                   |                                                                                     |
| Casino Ludwigspark                   | Saarbrücken            | Saarland               | A     | Saarland-Spielbank GmbH                                   |                                                                                     |
| Casino Saarlouis                     | Saarlouis              | Saarland               | A     | Saarland-Spielbank GmbH                                   |                                                                                     |
| Spielbank Schenefeld                 | Schenefeld             | Schleswig-Holstein     | KA    | Spielbank Schleswig-Holstein GmbH                         |                                                                                     |
| Spielbank Seevetal                   | Seevetal-Hittfeld      | Niedersachsen          | A     | Merkur Spielbanken Niedersachsen GmbH & Co. KG NI         |                                                                                     |
| Spielbank Stuttgart                  | Stuttgart              | Baden-Württemberg      | KA    | Baden-Württembergische Spielbanken GmbH & Co. KG          |                                                                                     |
| Spielbank Trier                      | Trier                  | Rheinland-Pfalz        | KA    | Spielbank Mainz, Trier, Bad Ems GmbH & Co. KG             |                                                                                     |
| Spielbank Wiesbaden                  | Wiesbaden              | Hessen                 | KA    | Spielbank Wiesbaden GmbH & Co. KG                         |                                                                                     |
| Spielbank Wolfsburg                  | Wolfsburg              | Niedersachsen          | A     | Merkur Spielbanken Niedersachsen GmbH & Co. KG NI         |                                                                                     |
| Spielbank Monheim                    | Monheim am Rhein       | Nordrhein-Westfalen    | KA    | Merkur Spielbanken NRW GmbH                               | Seit Mai 2023                                                                       |
| Spielbank Stralsund                  | Stralsund              | Mecklenburg-Vorpommern | A     | Spielbanken MV GmbH & Co. KG                              |                                                                                     |
| Spielbank Schwerin                   | Schwerin               | Mecklenburg-Vorpommern | A     | Spielbanken MV GmbH & Co. KG                              |                                                                                     |
| Spielbank Neubrandenburg             | Neubrandenburg         | Mecklenburg-Vorpommern | A     | Spielbanken MV GmbH & Co. KG                              |                                                                                     |
| Spielbank Rostock                    | Rostock                | Mecklenburg-Vorpommern | KA    | Spielbanken MV GmbH & Co. KG                              |                                                                                     |

K = Klassisches Spiel (Roulettetische)
A = Automatenspiel (Touchbet-Roulette)

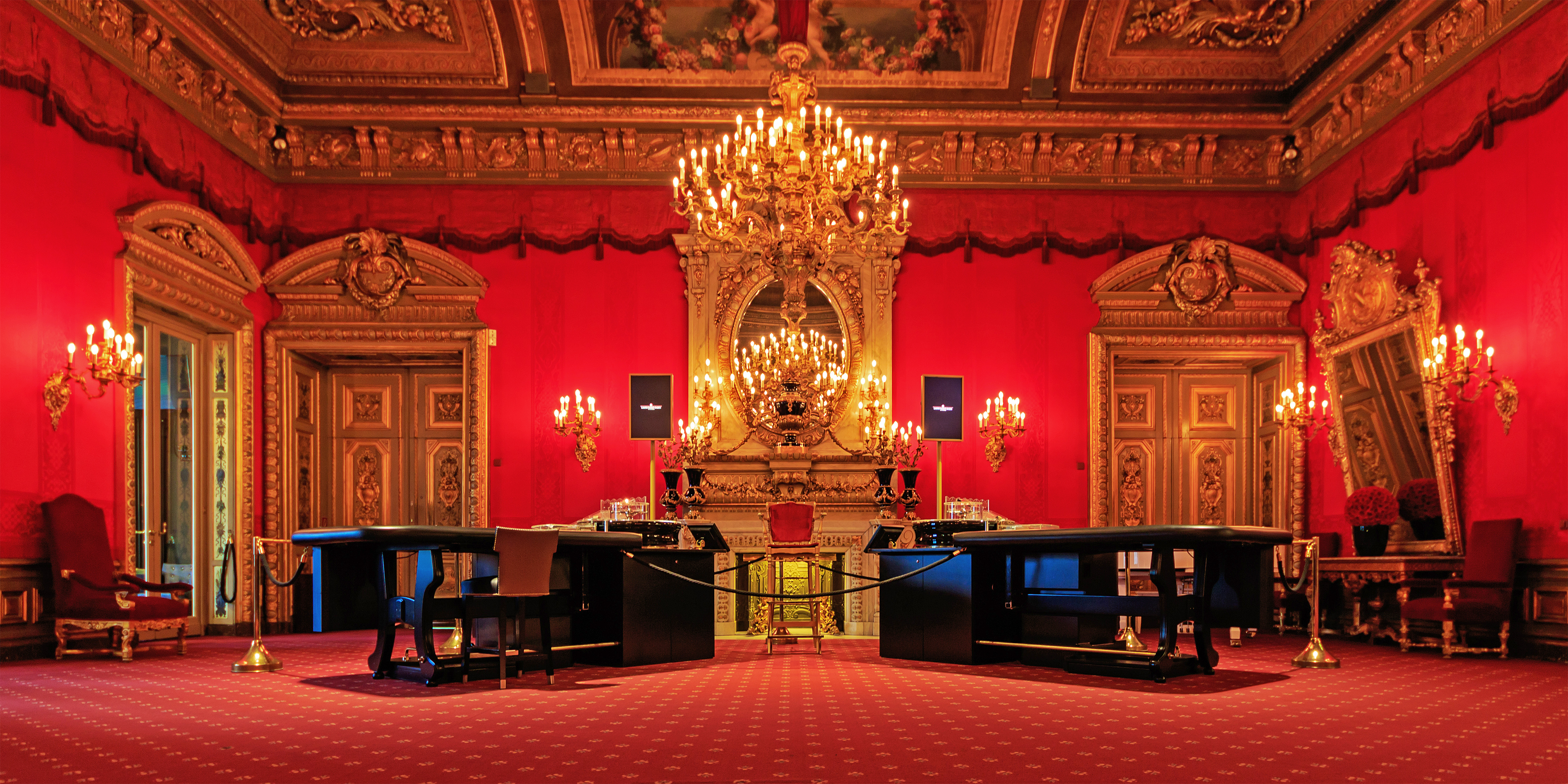
Casino Baden-Baden im Kurhaus Baden-Baden
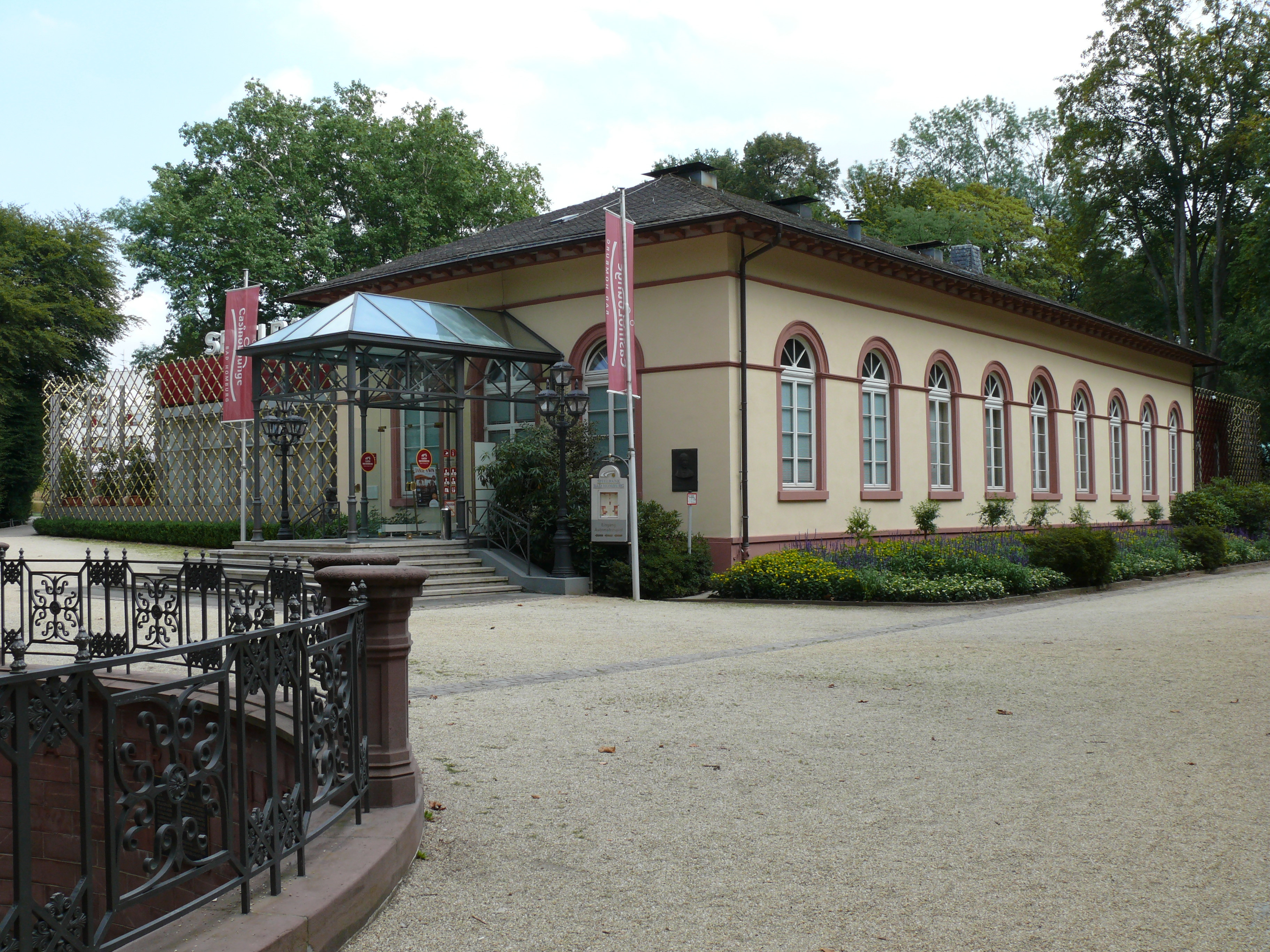
Spielbank Bad Homburg
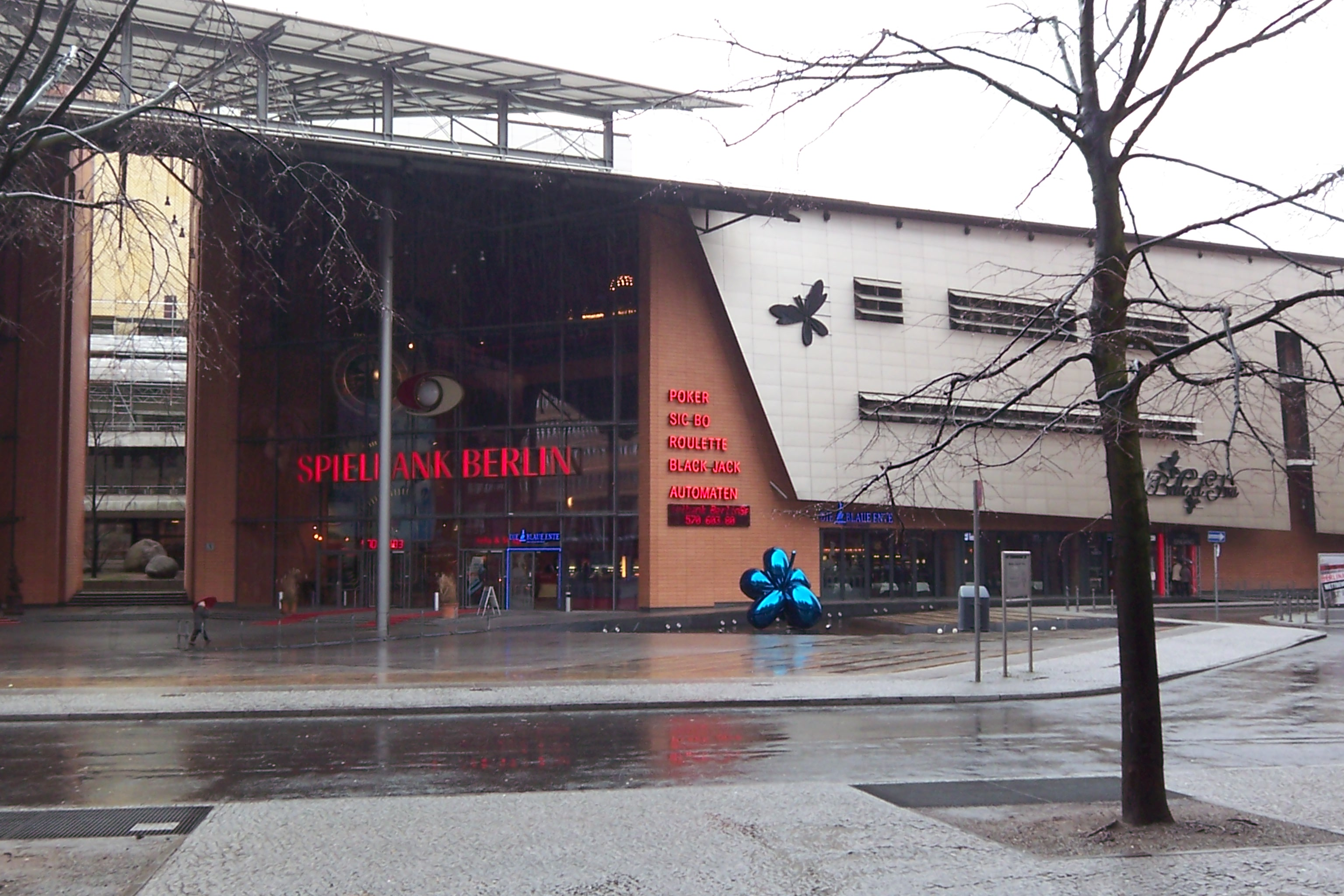
Spielbank Berlin Potsdamer Platz
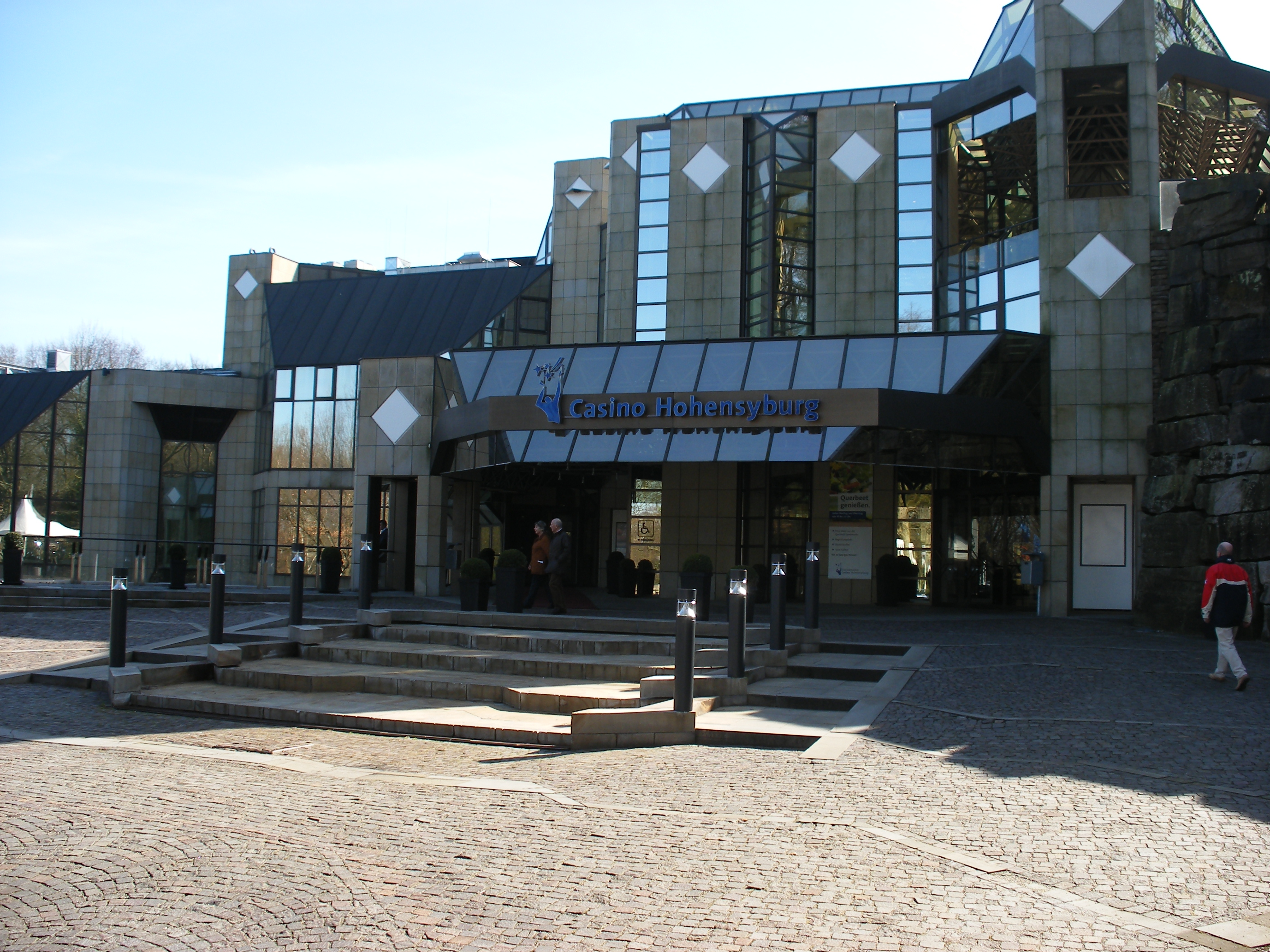
Spielbank Dortmund-Syburg
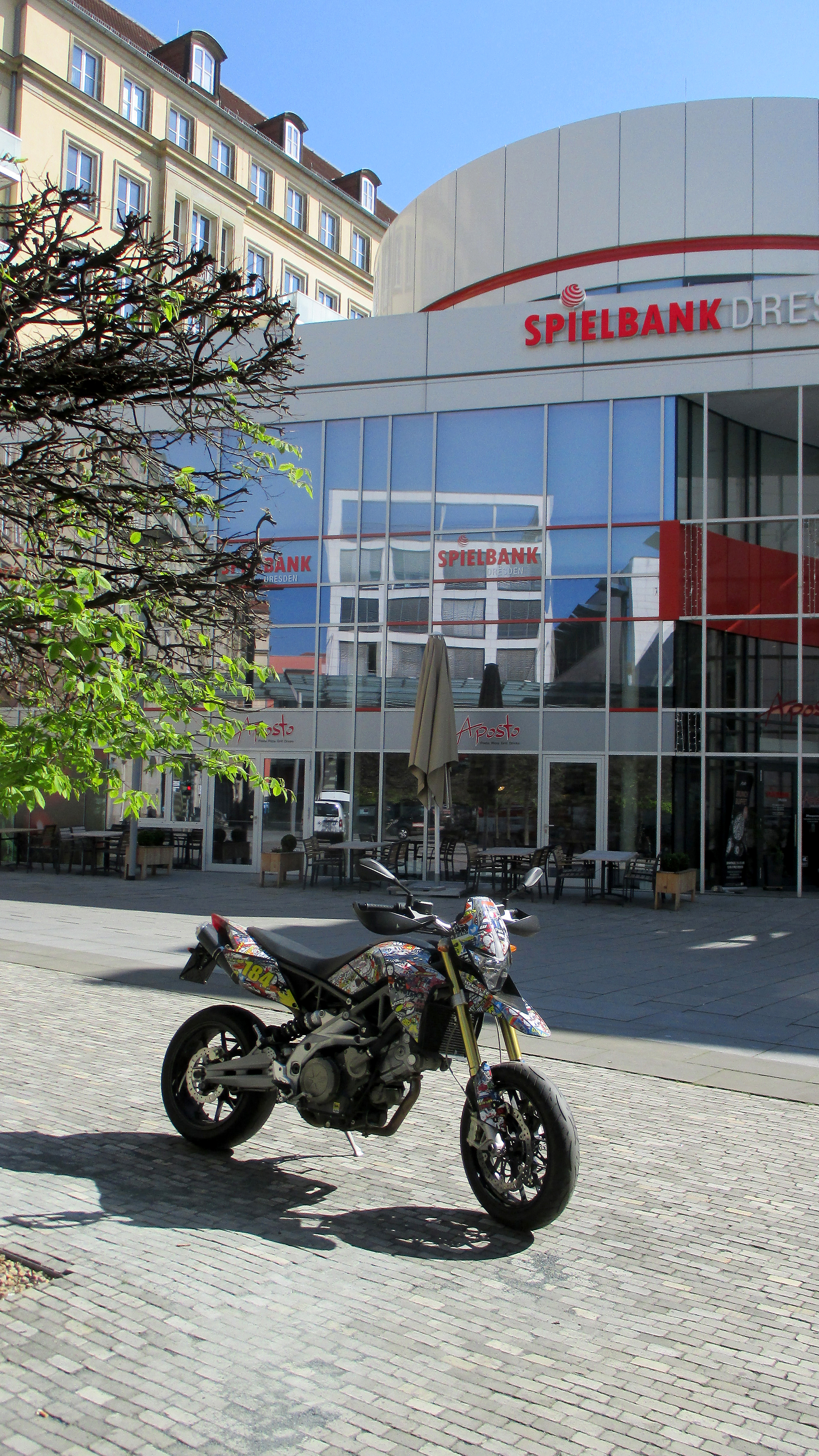
Spielbank Dresden
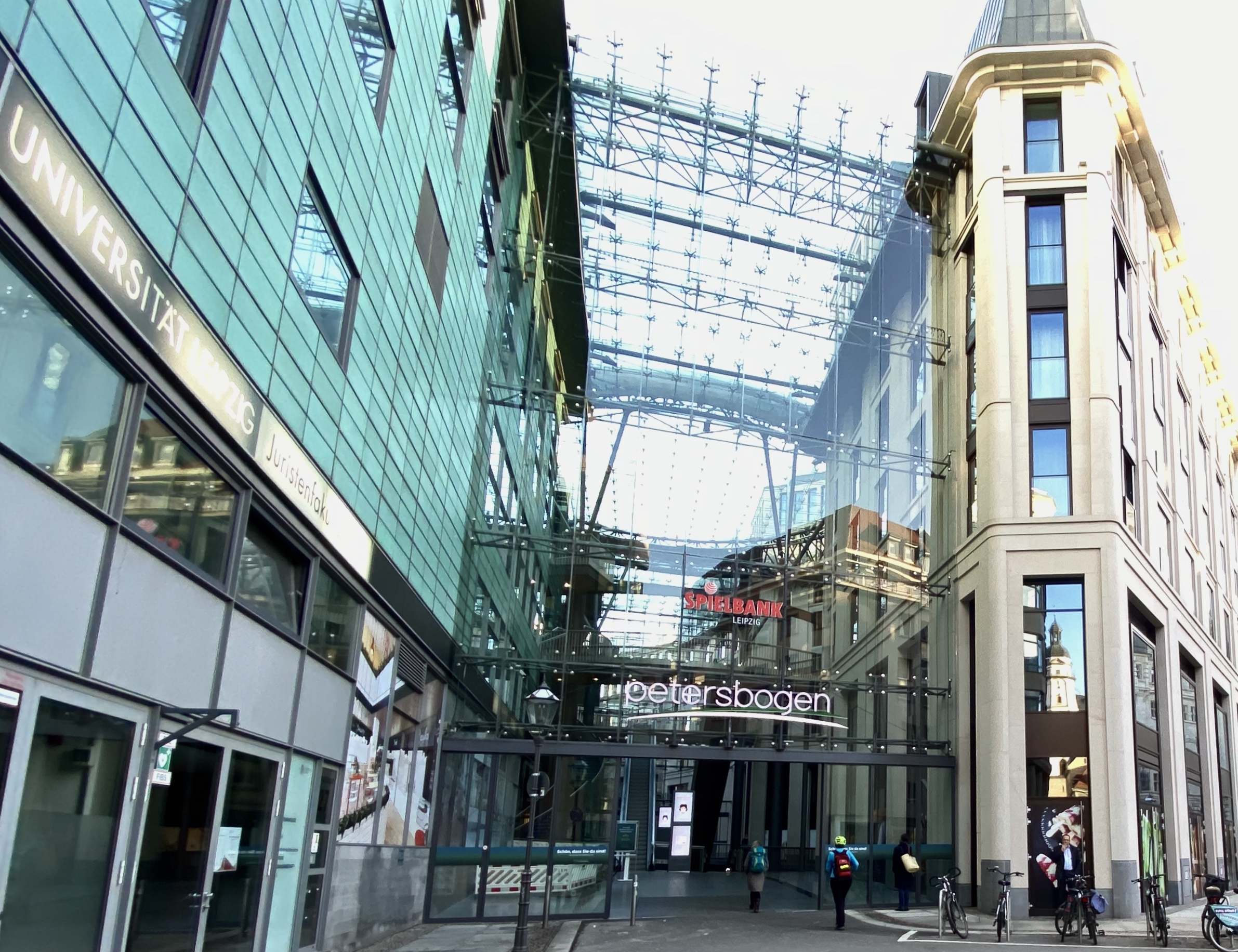
Spielbank Leipzig
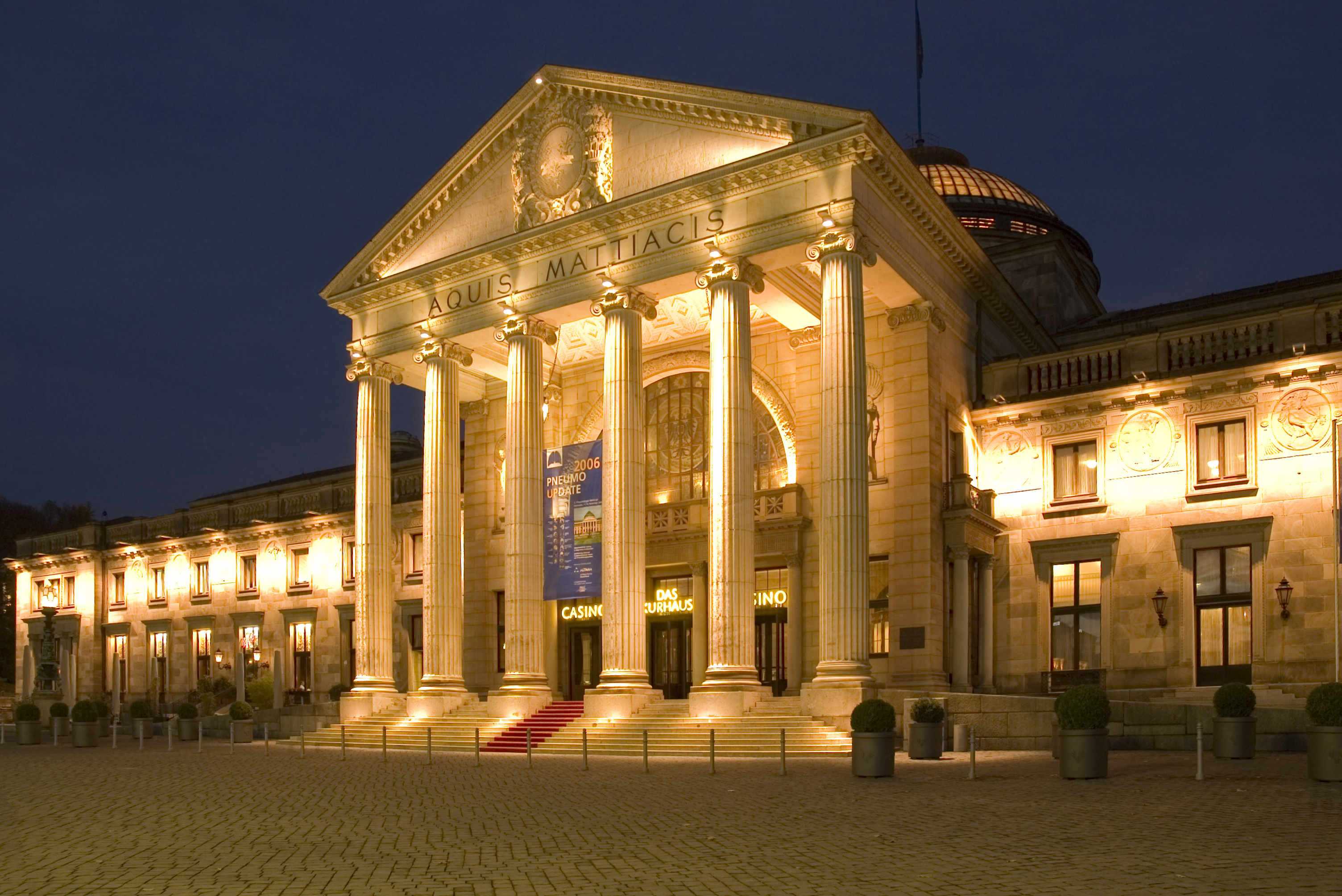
Das Kurhaus Wiesbaden, in dessen ehemaligem Weinsaal das Große Spiel der Spielbank untergebracht ist
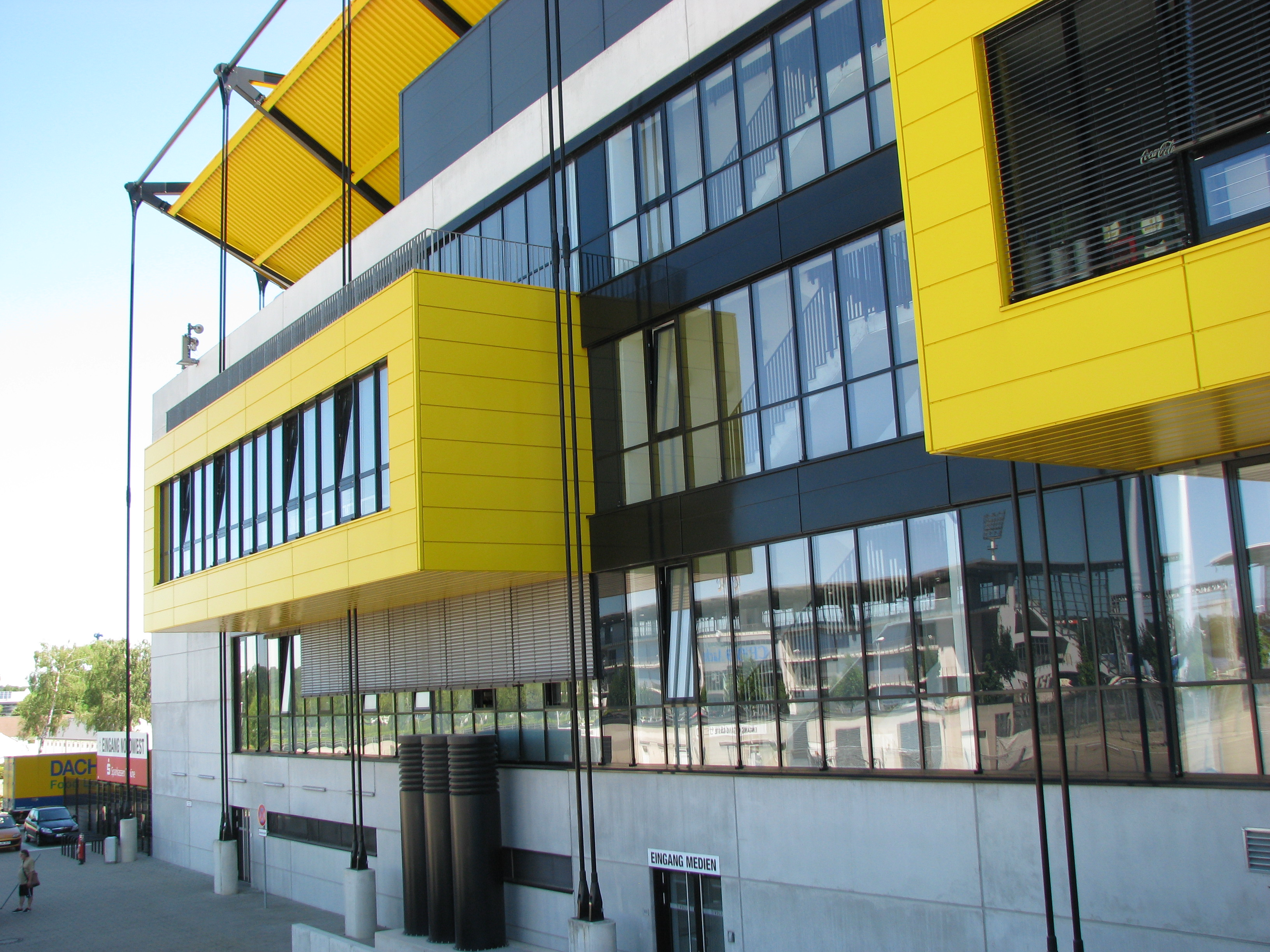
Spielbank Aachen im Tivoli

### Finnland
| Name            | Ort      | Land     | Spiel | Betreiber | Anmerkungen |
| --------------- | -------- | -------- | ----- | --------- | ----------- |
| Casino Helsinki | Helsinki | Finnland | KA    | RAY-talo  |             |

### Liechtenstein
| Name | Ort             | Land          | Spiel | Betreiber | Anmerkungen |
| ---- | --------------- | ------------- | ----- | --------- | ----------- |
|      | Gamprin-Bendern | Liechtenstein | KA    |           | [ 45 ]      |
|      | Ruggell         | Liechtenstein | KA    |           | [ 45 ]      |
|      | Schaanwald      | Liechtenstein | KA    |           | [ 45 ]      |
|      | Triesen         | Liechtenstein | KA    |           | [ 45 ]      |
|      | Vaduz           | Liechtenstein | KA    |           | [ 45 ]      |
|      | Eschen          | Liechtenstein | KA    |           | [ 45 ]      |

### Monaco
| Name               | Ort         | Land   | Spiel | Betreiber                     | Anmerkungen |
| ------------------ | ----------- | ------ | ----- | ----------------------------- | ----------- |
| Casino Monte Carlo | Monte Carlo | Monaco | KA    | Société des Bains de Mer(SBM) |             |

Spiel:
K = Klassisches Spiel (Tische)
A = Automatenspiel (TouchbetRoulette)

### Niederlande
| Name                     | Ort          | Land | Spiel | Betreiber      | Anmerkungen       |
| ------------------------ | ------------ | ---- | ----- | -------------- | ----------------- |
| Casino Amsterdam West    | Amsterdam    | NL   | KA    | Holland Casino | Eröffnung 2018    |
| Casino Amsterdam Zentrum | Amsterdam    | NL   | KA    | Holland Casino |                   |
| Casino Breda             | Breda        | NL   | KA    | Holland Casino |                   |
| Casino Eindhoven         | Eindhoven    | NL   | KA    | Holland Casino |                   |
| Casino Enschede          | Enschede     | NL   | KA    | Holland Casino |                   |
| Casino Groningen         | Groningen    | NL   | KA    | Holland Casino | TouchBetRoulette? |
| Casino Leeuwarden        | Leeuwarden   | NL   | KA    | Holland Casino |                   |
| Casino Nijmegen          | Nijmegen     | NL   | KA    | Holland Casino |                   |
| Casino Rotterdam         | Rotterdam    | NL   | KA    | Holland Casino |                   |
| Casino Scheveningen      | Scheveningen | NL   | KA    | Holland Casino |                   |
| Casino Utrecht           | Utrecht      | NL   | KA    | Holland Casino |                   |
| Casino Valkenburg        | Valkenburg   | NL   | KA    | Holland Casino |                   |
| Casino Venlo             | Venlo        | NL   | KA    | Holland Casino |                   |
| Casino Zandvoort         | Zandvoort    | NL   | KA    | Holland Casino |                   |

Spiel:
K = Klassisches Spiel (Tische)
A = Automatenspiel (TouchbetRoulette)

### Österreich
| Name                  | Ort            | Bundesland       | Spiel | Betreiber       | Anmerkungen                                                   |
| --------------------- | -------------- | ---------------- | ----- | --------------- | ------------------------------------------------------------- |
| Casino Baden          | Baden bei Wien | Niederösterreich | KA    | Casinos Austria |                                                               |
| Casino Bregenz        | Bregenz        | Vorarlberg       | KA    | Casinos Austria |                                                               |
| Casino Graz           | Graz           | Steiermark       | KA    | Casinos Austria |                                                               |
| Casino Innsbruck      | Innsbruck      | Tirol            | KA    | Casinos Austria |                                                               |
| Casino Kitzbühel      | Kitzbühel      | Tirol            | KA    | Casinos Austria | Saisonales Spielangebot                                       |
| Casino Kleinwalsertal | Mittelberg     | Vorarlberg       | KA    | Casinos Austria | Schafkopfturniere                                             |
| Casino Linz           | Linz           | Oberösterreich   | KA    | Casinos Austria |                                                               |
| Casino Salzburg       | Salzburg       | Salzburg         | KA    | Casinos Austria | Bis 1992 am Mönchsberg, 1993 übersiedelt ins Schloss Kleßheim |
| Casino Seefeld        | Seefeld        | Tirol            | KA    | Casinos Austria |                                                               |
| Casino Velden         | Velden         | Kärnten          | KA    | Casinos Austria |                                                               |
| Casino Wien           | Wien           | Wien             | KA    | Casinos Austria |                                                               |
| Casino Zell am See    | Zell am See    | Salzburg         | KA    | Casinos Austria | Eröffnung 1. Januar 2016                                      |

Spiel:
K = Klassisches Spiel (Tische)
A = Automatenspiel (TouchbetRoulette)

### Portugal
| Name                  | Ort             | Land | Spiel | Betreiber             | Anmerkungen                                       |
| --------------------- | --------------- | ---- | ----- | --------------------- | ------------------------------------------------- |
| Casino de Alvor       | Alvor           | P    | KA    | Grupo Solverde        | im Hotel Algarve Casino, am Praia da Rocha-Strand |
| Casino de Chaves      | Chaves          | P    | KA    | Grupo Solverde        |                                                   |
| Casino de Espinho     | Espinho         | P    | KA    | Grupo Solverde        |                                                   |
| Casino Estoril        | Estoril         | P    | KA    | Estoril-Sol, SGPS, SA | größtes Casino Europas                            |
| Casino Figueira       | Figueira da Foz | P    | KA    | Grupo Amorim          |                                                   |
| Casino da Madeira     | Funchal         | P    | KA    | Grupo Pestana         | Von Oscar Niemeyer erbaut                         |
| Casino Lisboa         | Lissabon        | P    | KA    | Estoril-Sol, SGPS, SA | liegt im Parque das Nações                        |
| Casino de Monte Gordo | Monte Gordo     | P    | KA    | Grupo Solverde        |                                                   |
| Casino da Póvoa       | Póvoa de Varzim | P    | KA    | Estoril-Sol, SGPS, SA |                                                   |
| Casino Tróia          | Tróia           | P    | KA    | Grupo Amorim          | das jüngste Casino in Portugal (2011 eröffnet)    |
| Casino Vilamoura      | Vilamoura       | P    | KA    | Grupo Solverde        |                                                   |

Spiel:

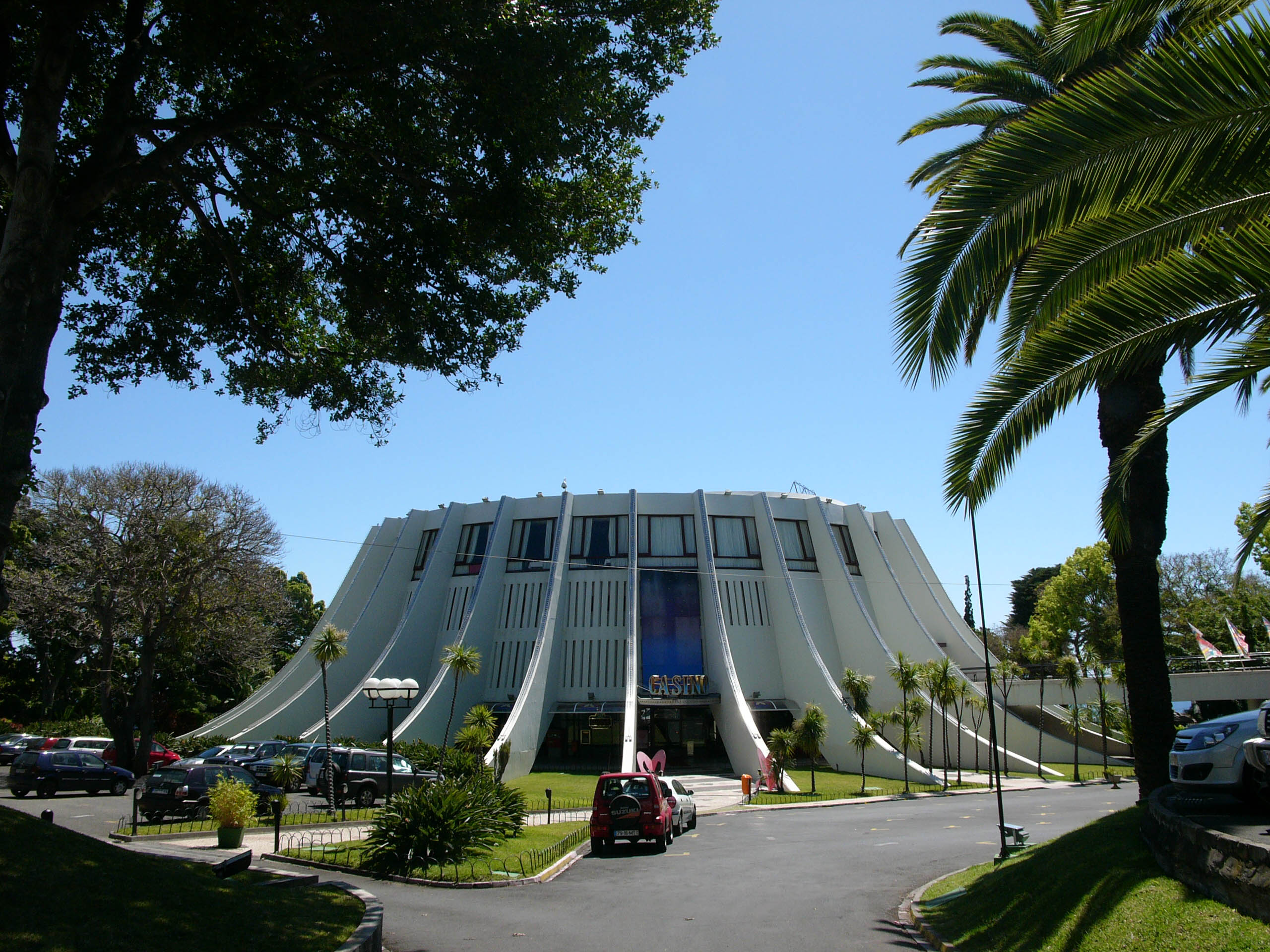
Casino in Funchal

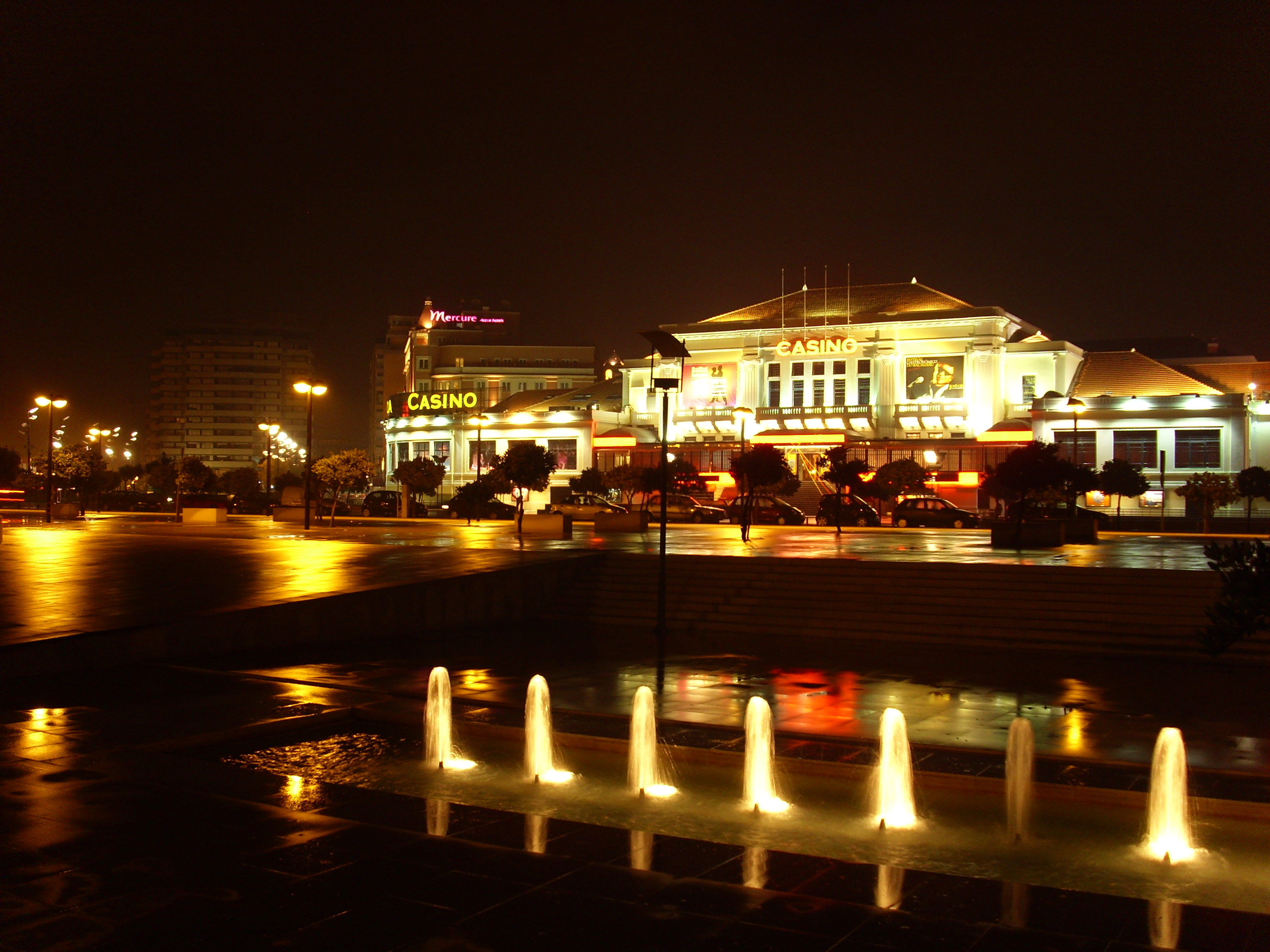
Casino da Póvoa

K = Klassisches Spiel (Roulettetische)
A = Automatenspiel (TouchbetRoulette)

### Schweiz
| Name                              | Ort           | Kanton       | Konzession | Spiel | Betreiber                     | Anmerkungen |
| --------------------------------- | ------------- | ------------ | ---------- | ----- | ----------------------------- | ----------- |
| Casino Bad Ragaz                  | Bad Ragaz     | St. Gallen   | B          | KA    | Casino Bad Ragaz AG           |             |
| Grand Casino Baden                | Baden AG      | Aargau       | A          | KA    | Stadtcasino Baden AG          |             |
| Grand Casino Basel                | Basel         | Basel-Stadt  | A          | KA    | Airport Casino Basel AG       |             |
| Grand Casino Bern                 | Bern          | Bern         | A          | KA    | Casinos Austria International |             |
| Casino Barrière de Courrendlin    | Courrendlin   | Jura         | B          | KA    | Groupe Lucien Barrière        |             |
| Casino Crans-Montana              | Crans-Montana | Wallis       | B          | KA    | Ardent Group                  |             |
| Casino Davos                      | Davos         | Graubünden   | B          | KA    | Ardent Group                  |             |
| Casino Barrière de Fribourg       | Fribourg      | Fribourg     | B          | KA    | Groupe Lucien Barrière        |             |
| Casino du Lac Meyrin              | Genf          | Genf         | B          | KA    | Groupe Partouche              |             |
| Casino Kursaal Interlaken         | Interlaken    | Bern         | B          | KA    | Casino Interlaken             |             |
| Grand Casino Locarno              | Locarno       | Tessin       | B          | KA    | Casinò Locarno SA             |             |
| Casino Kursaal Lugano             | Lugano        | Tessin       | A          | KA    | Casinos Austria International |             |
| Grand Casino Luzern               | Luzern        | Luzern       | A          | KA    | Grand Casino Luzern AG        |             |
| Casino Admiral Mendrisio          | Mendrisio     | Tessin       | B          | KA    | ?                             |             |
| Casino Barrière de Montreux       | Montreux      | Waadt        | A          | KA    | Groupe Lucien Barrière        |             |
| Casino Neuchâtel                  | Neuenburg     | Neuenburg    | B          | KA    | Casino Neuchâtel SA           |             |
| Swiss Casinos Pfäffikon-Zürichsee | Pfäffikon SZ  | Schwyz       | B          | KA    | Swiss Casinos Brands AG       |             |
| Swiss Casinos Schaffhausen        | Schaffhausen  | Schaffhausen | B          | KA    | Swiss Casinos Brands AG       |             |
| Swiss Casinos St. Gallen          | St. Gallen    | St. Gallen   | A          | KA    | Swiss Casinos Brands AG       |             |
| Swiss Casinos Zürich              | Zürich        | Zürich       | A          | KA    | Swiss Casinos Brands AG       |             |

In der Schweiz waren Spielcasinos bis ins Jahr 2000 generell verboten, weswegen sich die Spielbanken im grenznahen Ausland recht hoher Beliebtheit erfreuten, etwa in der italienischen Exklave Campione d’Italia oder in Bregenz. Ein liberaleres Spielbankengesetz wurde im Jahr 2000 verabschiedet. Es sieht zwei Arten von Casinos vor, A-Casinos und B-Casinos.
A-Casino
Grand Casinos bieten ein umfassendes Tischspielangebot und das Spiel an Glücksspielautomaten an. Sie dürfen die Spiele innerhalb der Spielbank und unter den Spielbanken vernetzen, insbesondere zur Bildung von Jackpots (z. B. Swiss Jackpot)
B-Casino
Die Spielbanken mit Konzession B dürfen nur drei Arten von Tischspielen (z. B. Roulette, Black Jack und Poker) und höchstens 250 Glücksspielautomaten anbieten. Zudem müssen sie Einsatz- und Gewinnlimits respektieren und dürfen die Glücksspielautomaten durch Jackpotsysteme nicht über die eigene Spielbank hinaus vernetzen.
Unterschiede betreffend Zweckbindung der Spielbankenabgabe
Der Bund erhebt auf den Bruttospielerträgen der Spielbanken die Spielbankenabgabe (eine Sondersteuer). Der Abgabesatz für Spielbanken mit einer A- und B-Konzession wurde auf den 1. Januar 2010 angeglichen. Die Spielbankenabgabe der Casinos mit Konzession A fließt zu 100 Prozent in die AHV. Bei den Casinos mit Konzession B fließen 60 Prozent der Spielbankenabgabe in die AHV und 40 Prozent an den Standortkanton.

### Slowenien
| Name                      | Ort                               | Region                    | Spiel | Betreiber            | Anmerkungen |
| ------------------------- | --------------------------------- | ------------------------- | ----- | -------------------- | ----------- |
| Casino & Cabaret Aurora   | Kobarid                           | Küstenland/Primorska      | KA    | HIT d.d. Nova Gorica |             |
| Casino & Hotel Korona     | Kranjska Gora                     | Oberkrain/Gorenjska       | KA    | HIT d.d. Nova Gorica |             |
| Automaten-Casino Larix    | Kranjska Gora                     | Oberkrain/Gorenjska       | A     | HIT d.d. Nova Gorica |             |
| Casino & Hotel Park       | Nova Gorica                       | Küstenland/Primorska      | KA    | HIT d.d. Nova Gorica |             |
| Casino Resort Perla       | Nova Gorica                       | Küstenland/Primorska      | KA    | HIT d.d. Nova Gorica |             |
| Casino Fontana            | Rogaška Slatina                   | Untersteiermark/Štajerska | KA    | HIT d.d. Nova Gorica |             |
| Automaten-Casino Drive-in | Šempeter pri Gorici (Sankt Peter) | Küstenland/Primorska      | A     | HIT d.d. Nova Gorica |             |
| Casino & Hotel Mond       | Šentilj (Sankt Egidi)             | Untersteiermark/Štajerska | KA    | HIT d.d. Nova Gorica |             |

## Spielbanken in Nordamerika

### Vereinigte Staaten
- In Nevada erwirtschaften Städte wie Las Vegas und Reno in Summe 9,5 Milliarden Dollar jährlich.
- Außerdem ist Atlantic City in New Jersey für sein Glücksspielangebot bekannt.
- 377 Indianerkasinos (2004) beschäftigen 400.000 Personen und erwirtschafteten 2005 22,6 Milliarden US-Dollar.[46]

### Kanada
- Casino de Montréal, die größte Spielbank Kanadas
- Caesars Windsor in Windsor

## Spielbanken in Asien
- Macau[47]
- Mong La

## Feiertage
Die deutschen Spielbanken sind grundsätzlich täglich geöffnet. Ausnahmen sind in Bundes- oder Landesgesetzen geregelt oder basieren auf internen Regelungen der Konzessionshalter. An folgenden Tagen sind Spielbanken geschlossen:
- Neujahr (vereinzelte Schließungen auf Grund interner Regelungen, z. B. Potsdam)
- Karfreitag (bundesweit konfessionsunabhängig)
- Fronleichnam (in den Bundesländern mit überwiegend katholischer Bevölkerung)
- Tag der Deutschen Einheit (nur in Bundesländern mit „alter“ Feiertagsregelung)
- Allerheiligen (in den Bundesländern mit überwiegend katholischer Bevölkerung)
- Reformationstag (in den Bundesländern mit überwiegend protestantischer Bevölkerung)
- Buß- und Bettag (nur im Bundesland Sachsen)
- Volkstrauertag (bundesweit konfessionsunabhängig)
- Totensonntag (bundesweit konfessionsunabhängig)
- Heiligabend (bundesweit konfessionsunabhängig)
- Erster Weihnachtsfeiertag (in den meisten Bundesländern konfessionsunabhängig)
- Silvester (vereinzelte Schließungen auf Grund interner Regelungen, z. B. Berlin)

## Vorfälle
Zwischen 20. und 23. Mai 2023 haben drei (2 m, 1 w) Chinesen im Casino Salzburg in Schloss Kleßheim durch betrügerisches Spiel unter Verwendung von Kameras und gezinkter Karten das Kasino beim Macau-Baccarat-Spiel um 409.000 Euro geschädigt. Die Verurteilung zu teilbedingten Freiheitsstrafen erfolgte am 13. Oktober 2023.